# Lista

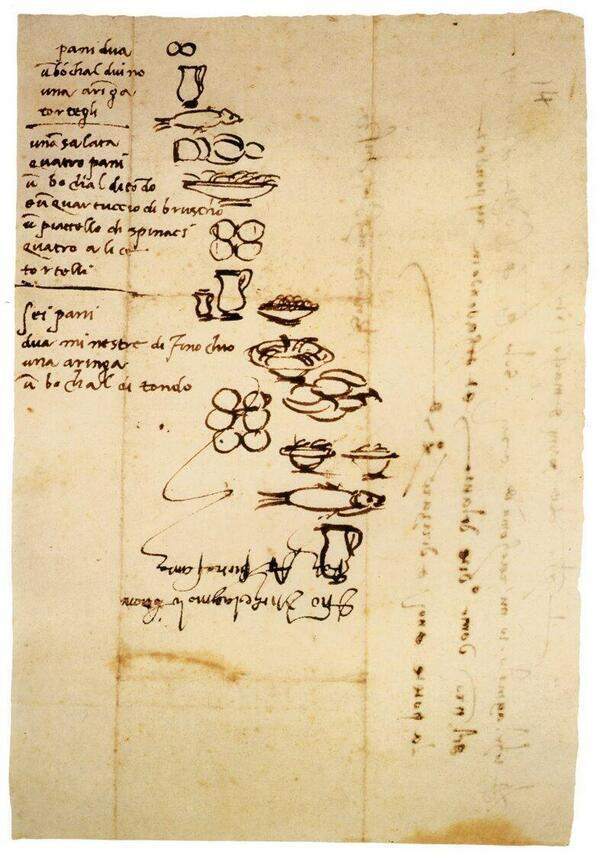
Lista de compras elaborada em 1518 por Michelangelo para um criado alfabetização

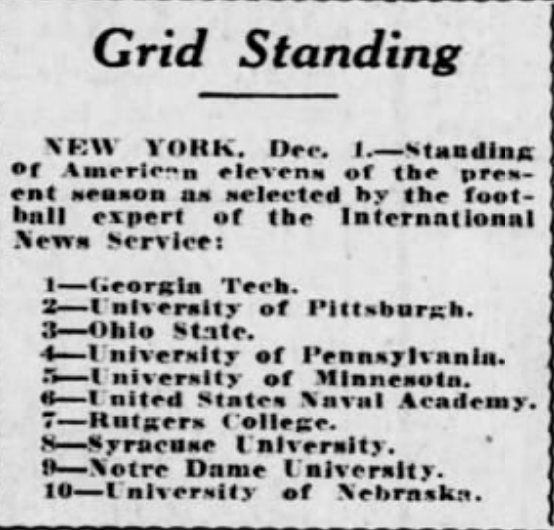
Lista de 1917 dos dez melhores times de futebol universitário, na opinião de um especialista em esportes

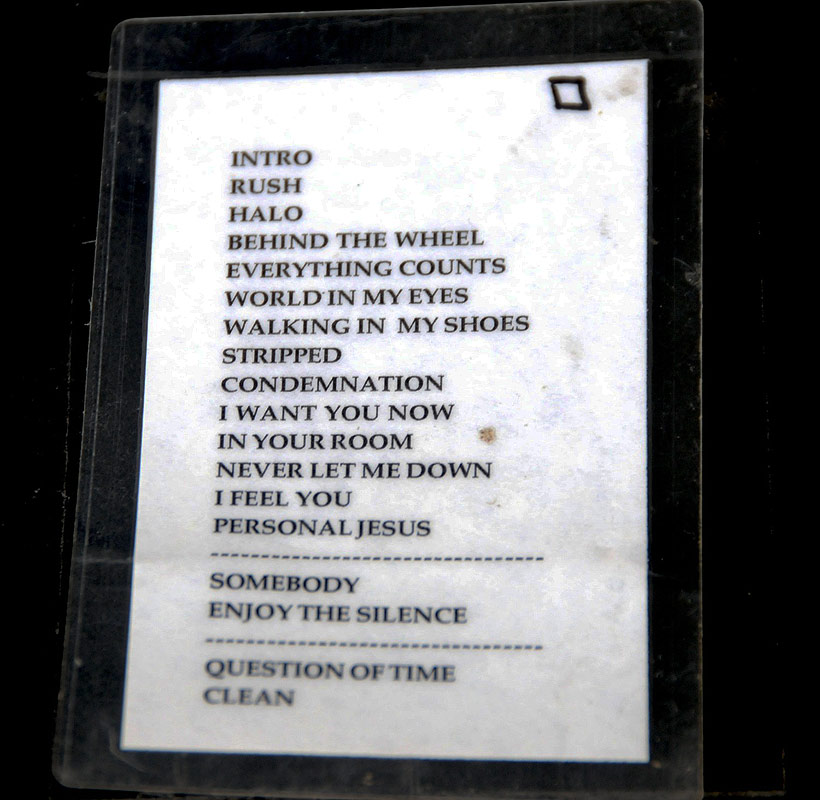
Lista de músicas do Depeche Mode laminada

Uma lista é um conjunto de itens discretos de informação coletados e dispostos em algum formato para utilidade, entretenimento ou outros propósitos. Uma lista pode ser memorializada de várias maneiras, incluindo existir apenas na mente do criador da lista, mas as listas são frequentemente escritas em papel ou mantidas eletronicamente. As listas são "mais frequentemente uma ferramenta", e "não se lê, mas apenas se usa uma lista: procura-se a informação relevante nela, mas geralmente não é preciso lidar com ela como um todo".

## Proposta
Foi observado que, com algumas exceções, "a bolsa de estudos sobre listas permanece fragmentada". David Wallechinsky, coautor de The Book of Lists, descreveu a atração das listas como sendo "porque vivemos em uma era de superestimulação, especialmente em termos de informação, e as listas nos ajudam a organizar o que de outra forma seria opressor".
Embora muitas listas tenham propósitos práticos, como memorializar itens domésticos necessários, listas também são criadas puramente para entretenimento, como listas publicadas por vários locais de música das "melhores bandas" ou "melhores músicas" de uma certa era. Essas listas podem ser baseadas em fatores objetivos, como vendas de discos e prêmios recebidos, ou podem ser geradas inteiramente a partir da opinião subjetiva do escritor da lista. O musicólogo David V. Moskowitz observa:
Existem agora listas de top 100 ou top 10 de uma grande variedade dentro da indústria musical e sua mídia associada. A Rolling Stone publica listas de top 100 de álbuns, músicas, guitarristas e baixistas. As revistas Guitar Player e Bass Player contêm listas semelhantes, assim como outros tipos de revistas de música. Este tipo de lista de "melhores"... é baseado em um grau de opinião. Certamente, cada lista de "melhores" é baseada em algum tipo de método mais científico do que uma simples opinião, mas isso varia de lista para lista. Outras listas de "melhores" são ainda mais subjetivas, essencialmente se resumindo a uma abordagem não científica à opinião de uma única pessoa. Listas desse tipo ainda aparecem na grande mídia, como as "30 melhores músicas de término".
A prática de ordenar uma lista avaliando coisas para que os melhores itens na lista estejam à frente dos itens menos bons é chamada de classificação. Listas criadas com o propósito de classificar um subconjunto de uma população indefinida (como as 100 melhores das milhares de bandas que se apresentaram em um determinado gênero) são quase sempre apresentadas como números redondos. Estudos determinaram que uma lista de itens que se enquadram em um número redondo tem um impacto psicológico substancial, de modo que "a diferença entre os itens classificados como n.º 10 e n.º 11 parece enorme e significativa, mesmo que seja realmente mínima ou desconhecida". A mesma lista pode servir a propósitos diferentes para pessoas diferentes. Uma lista de músicas atualmente populares pode fornecer à pessoa média sugestões de músicas que ela pode querer experimentar, mas para um executivo de uma gravadora, a mesma lista indicaria tendências sobre os tipos de artistas a serem contratados para maximizar os lucros futuros.